# Morsholmen, Valdemarsvik

Morsholmen är en ö i Gryts socken i Valdemarsviks kommun. Ön har en yta på 30 hektar.
Morsholmen var vändplats för ångbåtstrafiken från Söderköping och 1899–1900 uppfördes ett bostadshus på ön med materiel från Fångö gruva. I undervåningen på huset fanns från 1903 och fram till 1940-talet även en affär. Många av skärgårdsfiskarna sålde sin fisk här. 1930 fanns omkring 15 bofasta på ön. Ännu på 1950- och 1960-talet brukade säsongsfiskarna från Norrland besöka ön under sommartiden. 1984 byggdes Morsholmens ladugård om till ett boningshus med tre lägenheter. 2012 fanns en bofast på ön.